# Daichi Matsuoka
Daichi Matsuoka (født 23. januar 1999) er en japansk fodboldspiller.
Han har spillet for flere forskellige klubber i sin karriere, herunder Cerezo Osaka.